# يان بيتر
يان بيتر (بالإنجليزية: Ian Angus)‏ (19 نوفمبر 1961 بغلاسكو في المملكة المتحدة - ) هو لاعب كرة قدم بريطاني في مركز الوسط. لعب مع نادي أبردين ونادي دندي ونادي ماذرويل ونادي كلايد ونادي ستيرلينغ ألبيون ونادي ألبيون روفرز.

## وصلات خارجية
- يان بيتر على موقع قاعدة بيانات كرة القدم.إي يو (الإنجليزية)
- يان بيتر على موقع Soccerbase.com (لاعب) (الإنجليزية)